# Cinzia
Cinzia  è un nome proprio di persona italiano femminile.

## Varianti
- Maschili: Cinzio[1][4]

### Varianti in altre lingue
- Catalano: Cintia[6]
- Francese: Cynthia, Cynthie
- Greco antico: Κυνθία (Kynthia)[2][3][6]
  - Maschili: Κυνθιος (Kynthios)[3]

- Inglese: Cynthia[2][5][7]
  - Ipocoristici: Cyn[5], Cindy[2][5], Cimmie[5]
- Latino: Cynthia[2][3][7]
  - Maschili: Cynthius[3]

- Polacco: Cyntia
- Portoghese: Cíntia[2]
- Spagnolo: Cintia[6]

## Origine e diffusione

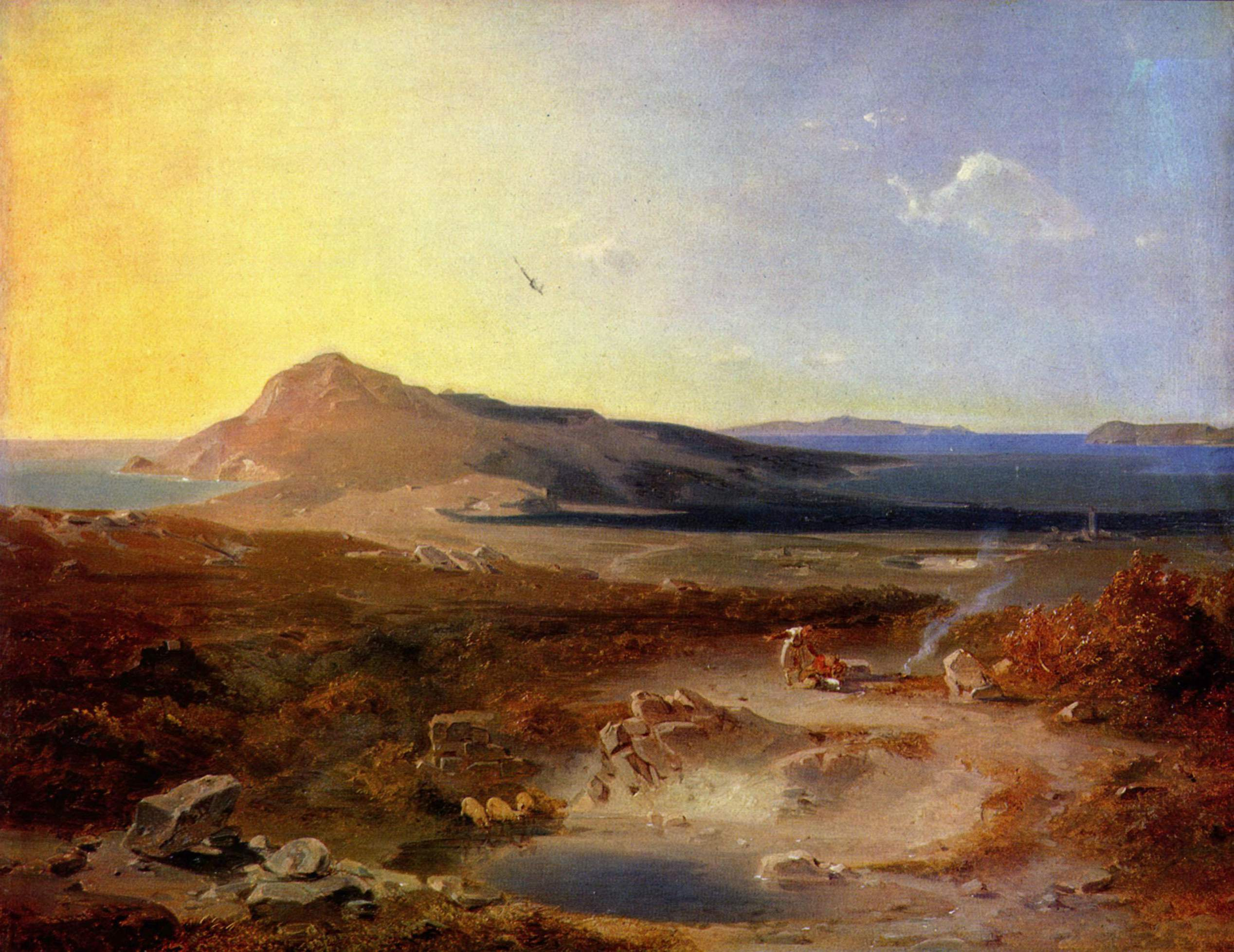
Il monte Cinto ne L'isola di Delo, di Carl Rottmann

Deriva dagli epiteti greci di Apollo e Artemide Κύνθιος (Kynthios) e Κυνθία (Kynthia), resi in latino come Cynthius e Cynthia e basati sul nome del monte Cinto (Kynthos), sull'isola di Delo, luogo dove i due dei sarebbero nati; il significato è quindi "proveniente da Cinto", "nativa di Cinto". Lo stesso termine veniva usato anche per indicare la Luna (di cui Artemide era la dea).
Divenuto nome proprio in epoca romana, venne usato da Properzio per elogiare la sua donna amata (il cui vero nome era Hostia). In Italia, il nome venne ripreso a partire dal Rinascimento (mentre nei paesi anglofoni si diffuse dal XIX secolo). Oggi è maggiormente usato nel Settentrione e nel Centro, soprattutto in Emilia-Romagna e in Toscana; è attestata anche nella forma maschile "Cinzio", comunque nettamente meno diffusa del femminile.

## Onomastico
Il nome è adespota, ossia non esistono sante che lo portano, quindi l'onomastico può essere festeggiato il 1º novembre, in occasione di Ognissanti (esiste una santa Cointa o Quinta, martire ad Alessandria sotto Decio e festeggiata l'8 febbraio, che su alcuni siti internet è stata ribattezzata "santa Cinzia", un nome che però non ha alcun riscontro nei martirologi).

## Persone
- Cinzia Corrado, cantante italiana
- Cinzia Dato, politica italiana

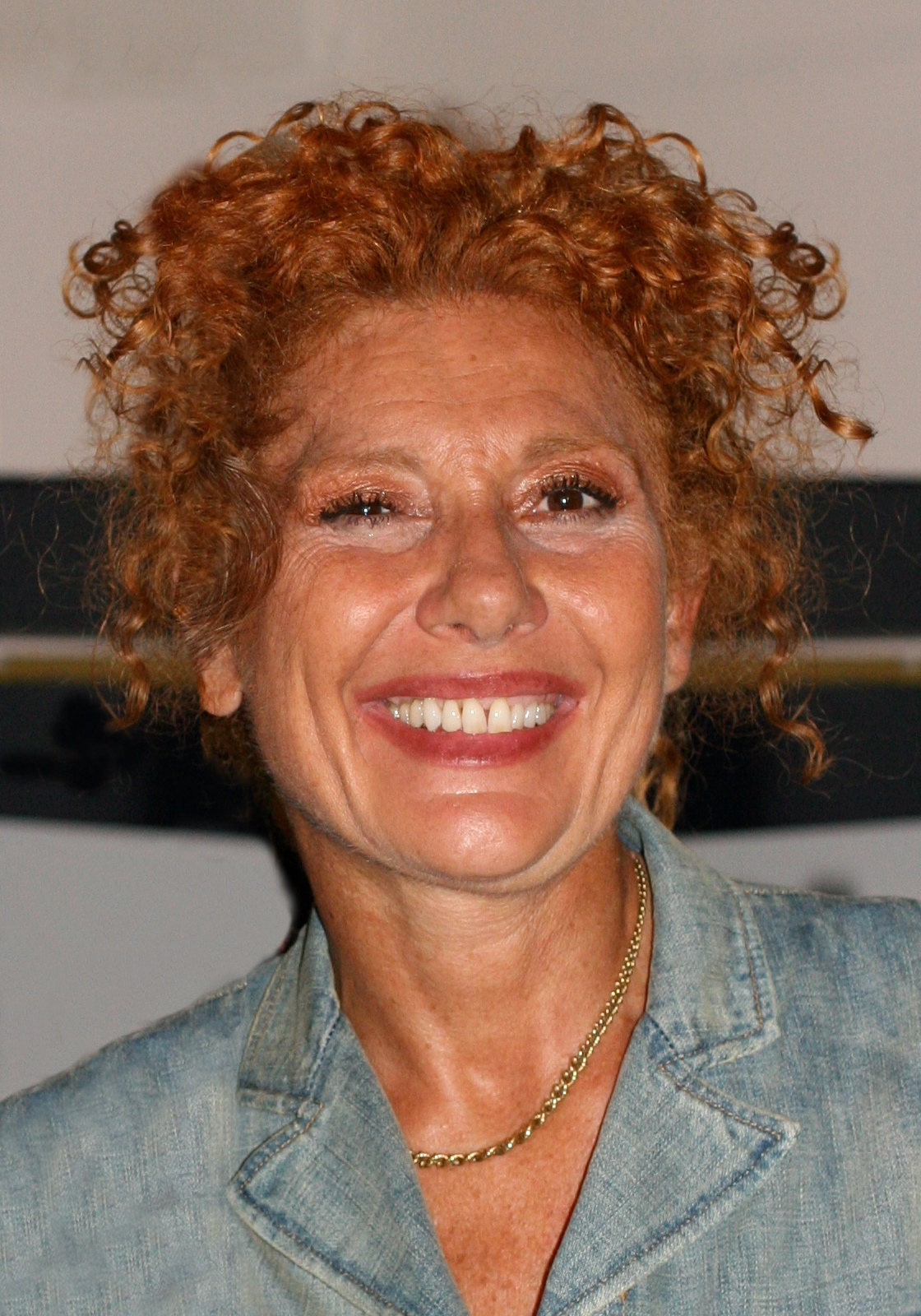
Cinzia Leone

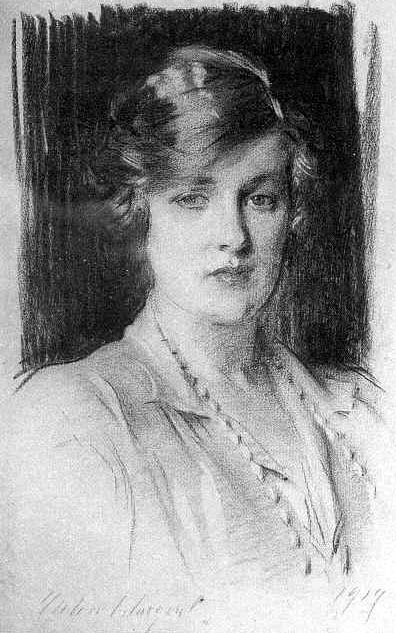
Cynthia Hamilton

- Cinzia De Carolis, attrice, doppiatrice, dialoghista, direttrice del doppiaggio e cantante italiana
- Cinzia De Ponti, attrice, conduttrice televisiva e attrice teatrale italiana
- Cinzia Giorgio, scrittrice e sceneggiatrice italiana
- Cinzia Gonzaga, religiosa italiana
- Cinzia Leone, attrice italiana
- Cinzia Massironi, doppiatrice e attrice italiana
- Cinzia Monreale, attrice italiana
- Cinzia Ragusa, pallanuotista italiana
- Cinzia Roccaforte, attrice italiana
- Cinzia Tani, giornalista, scrittrice, conduttrice televisiva e conduttrice radiofonica italiana

### Variante Cynthia
- Cynthia Barboza, pallavolista statunitense
- Cynthia Cooper, cestista e allenatrice di pallacanestro statunitense
- Cynthia Lummis, politica e avvocato statunitense
- Cynthia Myers, attrice e modella statunitense
- Cynthia Nixon, attrice statunitense
- Cynthia Ozick, scrittrice statunitense
- Cynthia Powell,  scrittrice e saggista britannica
- Cynthia Rothrock, attrice e artista marziale statunitense
- Cynthia Watros, attrice statunitense
- Cynthia Woodhead, nuotatrice statunitense

### Variante maschile Cinzio
- Cinzio Passeri Aldobrandini, cardinale italiano
- Cinzio Scagliotti, calciatore e allenatore di calcio italiano
- Cinzio Violante, storico italiano

## Il nome nelle arti
- Cinzia (Cynthia) era il nome della donna cantata dal poeta romano Sesto Properzio.
- Cinzia è la protagonista femminile della canzone di Antonello Venditti Piero e Cinzia.
- Cinzia Otherside è un personaggio del fumetto Rat-man, creato da Leo Ortolani.
- Cinzia è il titolo di una canzone degli anni sessanta di Tony Dallara.